# Јешовец при Шмарју
Јешовец при Шмарју (словен. Ješovec pri Šmarju) је насељено место у општини Шмарје при Јелшах, Савињска регија, Словенија.

## Историја
До територијалне реорганизације у Словенији био је у саставу старе општине Шмарје при Јелшах.

## Становништво
У попису становништва из 2011. године, Јешовец при Шмарју је имао 62 становника.
| Број становника према пописима | Број становника према пописима | Број становника према пописима |
| ------------------------------ | ------------------------------ | ------------------------------ |
| 1991                           | 2002                           | 2011                           |
| 49                             | 54                             | 62                             |

Напомена: До 1953. исказивано под именом Јешовец. Године 2018. извршена је мала размена територије између насеља Дол при Шмарју, Јешовец при Шмарју и Церовец при Шмарју.